# Aphonopelma nayaritum
Aphonopelma nayaritum är en spindelart som beskrevs av Chamberlin 1940. Aphonopelma nayaritum ingår i släktet Aphonopelma och familjen fågelspindlar. Inga underarter finns listade i Catalogue of Life.